# Bernhard Hecken
Bernhard Hecken (* 27. November 1889 in Oberkasbach; † 1958) war ein deutscher Politiker (DNVP).

## Leben
Hecken wurde als Sohn eines Landwirtes geboren. Nach dem Abitur am Gymnasium studierte er zunächst Volkswirtschaft und absolvierte dann eine Ausbildung bei der Stadt- und Landgemeindeverwaltung in Linz am Rhein. Danach studierte er an der Hochschule für Kommunalverwaltung in Düsseldorf und erhielt eine praktische Ausbildung beim Landratsamt in Malmedy. Während des Ersten Weltkrieges war er als Hilfsarbeiter bei der Zivilverwaltung in Belgien tätig.
Hecken erhielt 1919 eine Stelle als Hilfsarbeiter beim Magistrat in Pillkallen. Im Januar 1920 wurde er Steuersyndikus des Landbundes der Provinz Sachsen mit Sitz in Halle. Neben seiner beruflichen Tätigkeit war er ehrenamtliches Mitglied des Finanzgerichtes Magdeburg, ehrenamtliches Mitglied des Oberbewertungsausschusses des Reichslandbundes und des Wirtschaftsverbandes für Mitteldeutschland sowie Vorstandsmitglied der Betriebs- und Steuerstelle des Deutschen Landwirtschaftsrates.
Während der Zeit der Weimarer Republik trat Hecken in die Deutschnationale Volkspartei (DNVP) ein, für die er im Dezember 1924 und erneut im Mai 1928 als Abgeordneter in den Preußischen Landtag gewählt wurde. Nach seinem Austritt aus der DNVP war er vom 9. August 1930 bis zu seinem Ausscheiden aus dem Landtag 1932 ständiger Gast des Deutschen Landvolkes innerhalb der Deutschen Fraktion. Im Parlament vertrat er den Wahlkreis 11 (Merseburg).